# سنجی (سلماس)
سنجی، روستایی است از توابع بخش کوهسار و در شهرستان سلماس استان آذربایجان غربی ایران.

## جمعیت
این روستا در دهستان شناتال قرار داشته و بر اساس سرشماری سال ۱۳۸۵ جمعیت آن ۵۲۱نفر (۹۹ خانوار) 
بوده است.
ساکنان این روستا بیشتر از کردهای شکاک میباشند.